# مبارزه برای باقی‌ماندن (فیلم ۱۹۸۶)
مبارزه برای باقی‌ماندن یا بازی بقا (به انگلیسی: Playing for Keeps) فیلمی محصول سال ۱۹۸۶ و به کارگردانی باب واینستین و هاروی واینستین است. در این فیلم بازیگرانی همچون دانیل جوردانو، متیو پن، لئون دبلیو گرانت، مری بی وارد، جیمی بایو، هارولد گلد، مریسا تومی، ویلیام نیومن، ریموند جی. بری و تیموتی کارهارت ایفای نقش کرده‌اند.